# Horváth Sándor (tanár)
Horváth Sándor (Pápa, 1856. december 11. – Budapest, 1941. szeptember 3.) piarista áldozópap és tanár, házfőnök.

## Élete
A gimnáziumot Pápán, Szombathelyt és Kecskeméten végezte. 1875. szeptember 8-án a piarista rendbe lépett Vácott, ahol az újoncévet töltötte és a gymnáziumi tanulmányok ismétlésén kívül a pedagógiai tanfolyamot is hallgatta. Innen Nyitrára helyezték át a teológiai tanfolyam bevégzésére. 1880. augusztus 7-én áldozópappá szenteltetett föl. Sátoraljaújhelyt kezdte tanári pályáját, ahonnét négy év múlva (1884) Pozsonyszentgyörgyre helyezték át. Azután Rózsahegyen, Magyaróvárott, Máramarosszigeten és Kecskeméten, később pedig a veszprémi főgimnáziumban tanított.
Tárcákat írt a Mosonmegyei Lapokba és a Máramarosi Hirlapba; programmértekezései a rózsahegyi gymnasium Értesítőjében (1886. Néhány szó a tanulókhoz, 1887. A gyermek otthon és az iskolában), a magyaróvári gimnázium Értesítőjében (1889. Magyarország viszonya Németországhoz a Hunyadiak korában), a máramarosszigeti gimnázium Értesítőjében (1891. Mit tegyen az ifjúság, mit a jó magyar, 1892. Széchenyi István gróf a nagy magyar élete).